# Dave Gambee
David P. Gambee, detto Dave (Portland, 16 aprile 1937), è un ex cestista statunitense, professionista nella NBA.

## Carriera
Venne selezionato dai St. Louis Hawks al primo giro del Draft NBA 1958 (6ª scelta assoluta).

## Palmarès
- Campionato NBA: 1

Philadelphia 76ers: 1967